# 徐丽丽
徐丽丽（1988年2月18日—），山东滨州人，中国女子柔道運動員。其胞姊徐玉華同為柔道運動員。

## 簡介
2012年，徐丽丽代表中国出戰英國倫敦舉行的奥林匹克运动会柔道比賽女子63公斤級賽事。徐丽丽在前两轮比赛中分别击败了巴西选手席尔瓦和意大利的格温德；後在八强战中，以一本击败了北京奥运会铜牌得主、荷兰选手维勒博尔德塞，又在半决赛中，徐丽丽反胜韩国名将达焕祯。最終，她在连胜四场闯入决赛后，以技有之差败给斯洛文尼亚的選手乌尔什卡·若尔尼尔，获得一面银牌。